# 25th Anniversary LIVE「9132」
『25th Anniversary LIVE「9132」』は、2010年6月19日・6月20日に行われた、デビュー25周年を記念する浅香唯のスペシャル・ライブである。

## 解説
- ライブのタイトルにもなっている「9132」とは、浅香唯がデビューしてから経過した日数を表している。

## 日程・会場
- 2010年06月19日・20日　SHIBUYA BOXX

## セットリスト

### 2010年06月19日
1. 夏少女
2. <MC>
3. ふたりのMoon River
4. ヤッパシ…H!
5. コンプレックスBANZAI!!
6. <MC>
7. 10月のクリスマス
8. STAR
9. 瞳にSTORM
10. 虹のDreamer
11. <MC>
12. Believe Again
13. C-Girl
14. セシル
15. <MC>
16. Melody
17. TRUE LOVE
18. 恋のロックンロール・サーカス
19. <MC>
20. ボーイフレンドをつくろう
21. Self Control
22. ひとり
23. <MC>
24. Ring Ring Ring
25. －ENCORE－笑顔の私〜<MC>〜はだかでピース
26. －DOUBLE ENCORE－NUTS TO YOU

### 2010年06月20日
1. 夏少女
2. <MC>
3. ふたりのMoon River
4. ヤッパシ…H!
5. コンプレックスBANZAI!!
6. <MC>
7. 10月のクリスマス
8. STAR
9. 瞳にSTORM
10. 虹のDreamer
11. <MC>
12. Believe Again
13. C-Girl
14. セシル
15. <MC>
16. Melody
17. TRUE LOVE
18. NEVERLAND 〜YAWARA!メインテーマ〜
19. DREAM POWER
20. <MC>
21. Chance!
22. 恋のUpside-Down
23. 愛しい人と眠りたい
24. <MC>
25. 不器用な天使
26. －ENCORE－Remember〜<MC>〜マジ?マジ!マジカル☆ジュエル
27. －DOUBLE ENCORE－GOAL